# 坎卡基縣 (伊利諾伊州)
坎卡基县（英語：Kankakee County）是美国伊利诺伊州東北部的一個縣，東接印第安纳州，面積1,765平方公里。根据2020年美國人口普查，共有人口10萬7,502人。縣治坎卡基（Kankakee）。該縣成立於1853年2月11日，縣名來自坎卡基河（「沼澤地」的意思）。